# Noureddine Kacemi
Noureddine Kacemi (arab. نور الدين قاسمي, ur. 17 października 1977 w Al-Muhammadiji) – marokański piłkarz grający na pozycji obrońcy.

## Kariera klubowa
Karierę piłkarską Kacemi rozpoczął w klubie Chabab Mohammédia. W 2000 roku odszedł do Rai Casablanca. W 2001 roku po raz pierwszy w karierze został mistrzem kraju. W 2002 roku wywalczył z Rają wicemistrzostwo kraju oraz zdobył i Puchar Maroka. W 2004 roku został mistrzem Maroka. W klubie z Casablanki Noureddine Kacemi rozegrał 10 meczów.
1 października 2004 roku Kacemi został piłkarzem FC Istres. 16 października 2004 zadebiutował w Ligue 1 w zremisowanym 2:2 wyjazdowym meczu z Girondins Bordeaux. W 2005 roku spadł z Istres do Ligue 2, a 1 lipca odszedł do grającego tam Grenoble Foot 38. Łącznie w Isters rozegrał 19 meczów. W nowym klubie po raz pierwszy wystąpił 29 lipca 2005 w spotkaniu przeciwko Amiens SC (3:0). Łącznie w tym klubie rozegrał 13 meczów. We Francji grał do 1 lipca 2007 roku.
Następnie Kacemi wrócił do Maroka i został piłkarzem FARu Rabat. W latach 2007, 2008, 2009 zdobywał z FARem krajowe puchary. W 2007 roku zajął z nim 2. miejsce w lidze, w 2008 roku - 1. miejsce, w 2009 trzecie, a w 2010 7. To był jego ostatni sezon w karierze.

## Kariera reprezentacyjna
W reprezentacji Maroka Kacemi zadebiutował 8 lutego 2001 roku w meczu przeciwko Korei Południowej, zremisowanym 1:1. Pierwszą bramkę zdobył 21 sierpnia 2002 roku w meczu przeciwko Luksemburgowi, wygranym 0:2. Łącznie w ojczystej reprezentacji rozegrał 19 meczów i strzelił 2 gole.